# Cut Copy
Cut Copy, ook wel The Cutters genoemd, is een elektronische-muziekgroep uit de Australische stad Melbourne. Het collectief begon als eenmansproject van Dan Whitford in 2001. De groep maakt door new wave en synthpop uit de jaren tachtig beïnvloede dance en electropop.
Nummers van de band zijn gebruikt in de voetbalgame FIFA: Lights & Music in FIFA 09, Where I'm Going in FIFA 12 en Standing In The Middle Of The Field in FIFA 18.

## Geschiedenis

### I Thought of NumbersenBright Like Neon Love
Whitford nam in 2001 op zijn computer de extended play I Thought of Numbers en single "1981" op, die beide werden uitgegeven door Modular Recordings. Tim Hoey, Mitchell Scott en Bennett Foddy voegden zich in 2003 bij Whitford. In deze bezetting werd het debuutalbum Bright Like Neon Love (2004) opgenomen, gevolgd door een toer in de Verenigde Staten en thuisland Australië. Ze stonden in voorprogramma's van onder meer Franz Ferdinand, Mylo en Daft Punk. Hoewel aangesloten bij Modular, richtten de bandleden in deze periode hun eigen label Cutters op. Foddy verliet de band na een jaar.

### In Ghost Colours
Het tweede album, In Ghost Colours (mei 2008), werd in een periode van zes weken opgenomen in samenwerking met muziekproducent Tim Goldsworthy (medeoprichter van DFA Records) in New York. Whitford en Goldsworthy deelden een voorliefde voor ongewone instrumenten, zoals de Prophet 5, en het Electric Light Orchestra-album Time. De albumhoes werd ontworpen door Whitford, die een eigen grafische-vormgevingsstudio heeft, en Hoey, die naar een kunstschool in Melbourne ging. Het album kwam in Australië op nummer één binnen.

### Zonoscope
In 2010 voegde Ben Browning zich bij de band. Whitford vertelde in een interview met Pitchfork-journalist Tom Breihan dat hij voor het derde album, Zonoscope, veel luisterde naar de door Afrikaanse muziek beïnvloede liedjes uit de jaren tachtig. Hij noemde als invloeden Talking Heads, Art of Noise, het door Trevor Horn geproduceerde Malcolm McLaren-album Duck Rock en de acid-housemuziek van Happy Mondays en Screamadelica van Primal Scream. Het liedje "Take Me Over" werd als single van Zonoscope uitgegeven.

## Bezetting
- Dan Whitford – zang, keyboard, gitaar
- Tim Hoey – gitaar, sampler
- Ben Browning – basgitaar
- Mitchell Scott – drums

### Voormalig
- Bennett Foddy – basgitaar, synthesizer

## Discografie
- Bright Like Neon Love (2004)
- In Ghost Colours (2008)
- Zonoscope (2011)
- Free Your Mind (2013)
- Haiku From Zero (2017)